# (4665) Muinonen
(4665) Muinonen (1985 TZ1) – planetoida z pasa głównego asteroid okrążająca Słońce w ciągu 5,13 lat w średniej odległości 2,97 j.a. Odkryta 15 października 1985 roku.